# Кубок мира по спортивной ходьбе 2002
Кубок мира по спортивной ходьбе 2002 года прошёл 12—13 октября в Турине (Италия). Сильнейших выявляли мужчины (на дистанциях 20 и 50 км) и женщины (20 км). Были разыграны 6 комплектов медалей (по 3 в личном и командном зачёте).
На старт вышли 298 ходоков из 51 страны мира (203 мужчины и 95 женщин).
Каждая команда могла выставить до пяти спортсменов в каждый из заходов. Лучшие в командном зачёте определялись по сумме мест трёх лучших спортсменов.
Соревнования прошли при холодной и дождливой погоде. Сборная России выиграл командное первенство во всех трёх дисциплинах Кубка, а Алексей Воеводин стал лучшим ещё и в индивидуальном зачёте в ходьбе на 50 км. Он стал первым россиянином в истории турнира, выигравшим эту дистанцию. Если также учитывать выступления сборной СССР, то его успех стал вторым после победы Евгения Люнгина в 1975 году.

## Расписание
| Дата            | Время | Заход         |
| --------------- | ----- | ------------- |
| 12 октября 2002 | 14:30 | 20 км мужчины |
| 12 октября 2002 | 16:15 | 20 км женщины |
| 13 октября 2002 | 09:00 | 50 км мужчины |

Время местное (UTC+1)

## Медалисты
Сокращения: WR — мировой рекорд | AR — рекорд континента | NR — национальный рекорд | CR — рекорд соревнований
Курсивом выделены участники, чей результат не пошёл в зачёт команды

### Мужчины
| Дисциплина      | Золото                                                                                         | Золото  | Серебро                                                                            | Серебро  | Бронза                                                                                            | Бронза   |
| --------------- | ---------------------------------------------------------------------------------------------- | ------- | ---------------------------------------------------------------------------------- | -------- | ------------------------------------------------------------------------------------------------- | -------- |
| 20 км           | Джефферсон Перес Эквадор                                                                       | 1:21.26 | Владимир Андреев Россия                                                            | 1:21.50  | Алехандро Лопес Мексика                                                                           | 1:22.01  |
| 20 км (команды) | Россия · Владимир Андреев · Андрей Стадничук · Семён Ловкин · Виктор Бураев · Роман Рассказов  | 24 очка | Беларусь · Евгений Мисюля · Артур Мелешкевич · Иван Троцкий · Александр Кузьмин    | 28 очков | Италия · Алессандро Ганделлини · Лоренцо Чиваллеро · Марко Джунджи · Энрико Ланг · Альфио Корсаро | 34 очка  |
| 50 км           | Алексей Воеводин Россия                                                                        | 3:40.59 | Герман Скурыгин Россия                                                             | 3:42.08  | Томаш Липец Польша                                                                                | 3:45.37  |
| 50 км (команды) | Россия · Алексей Воеводин · Герман Скурыгин · Николай Матюхин · Степан Юдин · Владимир Потёмин | 7 очков | Франция · Дени Ланглуа · Эдди Рива · Паскаль Серванти · Давид Буланже · Рене Пийер | 59 очков | Китай · Ван Иньхан · Ма Хунъе · Мао Синьли · Бай Ляньшэн · Хань Цян                               | 78 очков |

### Женщины
| Дисциплина      | Золото                                                                                                 | Золото  | Серебро                                                                                           | Серебро  | Бронза                                                                    | Бронза  |
| --------------- | --- | ------- | ------------------------------------------------------------------------------------------------- | -------- | ------------------------------------------------------------------------- | ------- |
| 20 км           | Эрика Альфриди Италия                                                                                  | 1:28.55 | Олимпиада Иванова Россия                                                                          | 1:28.57  | Наталья Федоськина Россия                                                 | 1:28.59 |
| 20 км (команды) | Россия · Олимпиада Иванова · Наталья Федоськина · Елена Николаева · Надежда Ряшкина · Людмила Ефимкина | 9 очков | Италия · Эрика Альфриди · Росселла Джордано · Элиза Ригаудо · Гизелла Орсини · Элизабетта Перроне | 26 очков | Румыния · Клаудия Штеф · Норика Кымпян · Даниэла Кырлан · Ана Мария Гроза | 42 очка |